# Cystoagaricus
Cystoagaricus là một chi nấm thuộc họ Psathyrellaceae. Chi này chứa 4 loài được tìm thấy ở châu Mỹ nhiệt đới.